# Lohit
Lohit District är ett distrikt i Indien.   Det ligger i delstaten Arunachal Pradesh, i den östra delen av landet, 1 900 km öster om huvudstaden New Delhi. Antalet invånare är 145 726. Arean är 2 402 kvadratkilometer. Lohit District gränsar till Tinsukia och Anjaw.
Terrängen i Lohit District är varierad.
Följande samhällen finns i Lohit District:
- Tezu